# Catoxyethira cavallyi
Catoxyethira cavallyi är en nattsländeart som beskrevs av Francois-Marie Gibon 1985. Catoxyethira cavallyi ingår i släktet Catoxyethira och familjen smånattsländor. Inga underarter finns listade i Catalogue of Life.